# Ujed za dušu
Az Ujed za dušu a Riblja čorba együttes 1987-ben megjelent stúdióalbuma, melyet az RTB adott ki. Katalógusszáma: 2320436.

## Az album dalai

### A oldal
1. Svirao je Dejvid Bovi	(3:10)
2. Kada padne noć (upomoć) (4:25)
3. Ne spavaj gola (3:10)
4. Zadnji voz za Čačak (3:05)
5. Crvena su dugmad pritisnuta (4:30)

### B oldal
1. Lud sto posto	(4:10)
2. Propala noć (3:25)
3. Član mafije (3:10)
4. Neke čudne materije (3:00)
5. Da, to sam ja	(4:30)